# Andrzej Olechowski
Andrzej Marian Olechowski (Cracovia, 9 settembre 1947) è un politico polacco.

## Biografia
Già Ministro delle Finanze tra il febbraio e il giugno 1992 e Ministro degli Affari Esteri tra l'ottobre 1993 e il marzo 1995, è stato esponente del partito liberal-conservatore denominato Piattaforma Civica, di cui è stato cofondatore assieme a Donald Tusk e Maciej Płażyński.
In occasione delle elezioni presidenziali del 2000 si presenta come indipendente sfidando il presidente uscente Aleksander Kwaśniewski, sostenuto dall'Alleanza della Sinistra Democratica. Olechowski si piazza al secondo posto, ma non si giungerà al ballottaggio in quanto Kwaśniewski ottiene al primo turno la maggioranza assoluta dei voti.
Nel 2009 abbandona Piattaforma Civica avvicinandosi al Partito Democratico. Si presenta di nuovo come indipendente alle elezioni presidenziali del 2010.